# Prospect (Pennsilvània)
Prospect és una població dels Estats Units a l'estat de Pennsilvània. Segons el cens del 2000 tenia 1.234 habitants.

## Demografia
Segons el cens del 2000, Prospect tenia 1.234 habitants, 501 habitatges, i 359 famílies. La densitat de població era de 99,7 habitants/km².
Dels 501 habitatges en un 34,5% hi vivien nens de menys de 18 anys, en un 58,3% hi vivien parelles casades, en un 10% dones solteres, i en un 28,3% no eren unitats familiars. En el 24,2% dels habitatges hi vivien persones soles el 9,4% de les quals corresponia a persones de 65 anys o més que vivien soles. El nombre mitjà de persones vivint en cada habitatge era de 2,46 i el nombre mitjà de persones que vivien en cada família era de 2,92.
Per edats la població es repartia de la següent manera: un 24,2% tenia menys de 18 anys, un 8% entre 18 i 24, un 31% entre 25 i 44, un 24,1% de 45 a 60 i un 12,6% 65 anys o més.
L'edat mediana era de 38 anys. Per cada 100 dones de 18 o més anys hi havia 96,8 homes.
La renda mediana per habitatge era de 33.452 $ i la renda mediana per família de 40.417 $. Els homes tenien una renda mediana de 33.125 $ mentre que les dones 21.298 $. La renda per capita de la població era de 17.435 $. Entorn del 6,1% de les famílies i el 8,1% de la població estaven per davall del llindar de pobresa.

## Poblacions més properes
El següent diagrama mostra les poblacions més properes.